# Frivilligsamordnarnas förbund
Frivilligsamordnarnas förbund var en ideell förening, ett yrkesförbund för dem som inom Sverige organiserar och leder frivilliga/volontärer både kommunalt och ideellt. Förbundet bildades 2011. Förbundet var sedan 2019 vilande fram till 2020. Föreningen hade ett nära samarbete med riksförbundet Sveriges Frivilligcentraler. Förbundet är sedan hösten 2021 nedlagt och ett individuellt medlemskap är möjligt i Sveriges Frivilligcentraler.